# کری پرایس
کری پرایس (انگلیسی: Carey Price؛ زادهٔ ۱۶ اوت ۱۹۸۷) بازیکن هاکی روی یخ اهل کانادا است.
از باشگاه‌هایی که در آن بازی کرده‌است می‌توان به مونترآل کانادینز اشاره کرد.